# Marcelo Cañete
Marcelo Cañete (Villa Lugano, 16 aprile 1990) è un calciatore argentino, centrocampista del Sol de América.

## Carriera
Dopo aver iniziato la sua carriera da calciatore professionista nel campionato argentino, viene acquistato nel 2011 dal San Paolo, dove debutta in prima squadra grazie all'allenatore Paulo César Carpegiani.

## Palmarès
- Coppa Sudamericana: 1

San Paolo: 2012